# Trichopodus
Trichopodus is een geslacht van straalvinnige vissen uit de familie van echte goerami's (Osphronemidae).
Deze vissen werden vroeger in het geslacht Trichogaster geplaatst. Die naam is nu voorbehouden aan de vissen die voorheen in het geslacht Colisa werden ondergebracht.

## Soorten
- Trichopodus cantoris (Günther, 1861)
- Trichopodus leerii (Bleeker, 1852) – Diamantgoerami
- Trichopodus microlepis (Günther, 1861)
- Trichopodus pectoralis (Regan, 1910) – Gewone draadgoerami
- Trichopodus trichopterus (Pallas, 1770) – Blauwe spat